# Megan Dodds
Megan Lynne Dodds, es una actriz estadounidense. Megan se casó con el fotógrafo británico Oliver Pearce, la pareja tiene una hija, Isabella Pearce.

## Carrera
En 1998 se unió al elenco de la película EverAfter donde interpretó a Marguerite, la hermanastra de Danielle de Barbarac (Drew Barrymore).
En 2002 se unió al elenco recurrente de la popular y exitosa serie británica de espías Spooks donde interpretó la oficial Christine Dale, una agente de la CIA que decide renunciar a la agencia en el 2004 después al no soportar los chantajes de Oliver Mace.
Ese mismo año apareció en la película Purpose donde dio vida a Lisa Forrester, la novia de John Elias (John Light).
En el 2012 se unió al elenco recurrente de la serie policíaca CSY: New York donde interpretó a Christine Whitney, el nuevo interés romántico de Mac Taylor (Gary Sinise), hasta el 2013.
En el 2014 apareció como invitada en un episodio de la miniserie Houdini donde interpretó a Margery Crandon, una mujer que dice que es una médium.
En 2015 se anunció que Megan se había unido al elenco de Runner donde dio vida a Emily, la esposa de Simon (Brent Sexton).
Ese mismo año apareció en la película Exit Strategy donde dio vida a la doctora Hannah Burke, la médico del equipo e interés romántico de Eric Shaw (Ethan Hawke).

## Filmografía

### Series de televisión
| Año         | Título                         | Personaje           | Notas                           |
| ----------- | ------------------------------ | ------------------- | ------------------------------- |
| 2014        | White Collar                   | Eva Perkins         | episodio "All's Fair"           |
| 2014        | Houdini                        | Margery Crandon     | episodio "Part 2" - miniserie   |
| 2013        | CSI: Crime Scene Investigation | Christine Whitney   | episodio "In Vino Veritas"      |
| 2012 - 2013 | CSY: New York                  | Christine Whitney   | 13 episodios                    |
| 2012        | Awake                          | Elizabeth Santoro   | episodio "Oregon"               |
| 2011        | Detroit 1-8-7                  | Jess Harkins        | 6 episodios                     |
| 2009        | House M. D.                    | Doctora Beasley     | episodio "Broken"               |
| 2009        | Lie to Me                      | Gail                | episodio "Depraved Heart"       |
| 2008        | Hotel Babylon                  | Katie               | episodio # 3.6                  |
| 2006        | Not Going Out                  | Kate                | 6 episodios                     |
| 2004        | Agatha Christie's Poirot       | Henrietta Savernake | episodio "Sangre en la piscina" |
| 2002 - 2004 | Spooks                         | Christine Dale      | 10 episodios                    |
| 2001        | Love in a Cold Climate         | Polly               | 2 episodios - miniserie         |
| 1990        | Midnight Caller                | Crystal             | episodio "Planes"               |

### Películas
| Año  | Título              | Personaje           | Notas |
| ---- | ------------------- | ------------------- | --- |
| 2022 | Oceanus             | Dr. Erin Kendall    | junto a Sharif Atkins, y Bruce Davison                                                                           |
| 2015 | Exit Strategy       | Dr. Hannah Burke    | junto a Ethan Hawke, Tom Sizemore, Lina Esco, Elyes Gabel y Max Martini                                          |
| 2010 | Chatroom            | Grace               | junto a Aaron Taylor-Johnson, Imogen Poots, Hannah Murray, Michelle Fairley, Tuppence Middleton y Richard Madden |
| 2006 | The Contract        | Sandra              | junto a Morgan Freeman, John Cusack, Jamie Anderson, Alice Krige y Corey Johnson                                 |
| 2005 | Malice Aforethought | Madeleine Cranmere  | junto a Ben Miller, Richard Armitage, Nick Dunning, Kate O'Toole y Peter Vaughan                                 |
| 2002 | Purpose             | Lisa Forrester      | junto a John Light, Jeffrey Donovan, Mia Farrow, Paul Reiser, Peter Coyote y Hal Holbrook                        |
| 1998 | EverAfter           | Marguerite de Ghent | junto a Drew Barrymore, Anjelica Huston, Jeanne Moreau, Jeroen Krabbe, Dougray Scott y Melanie Lynskey           |

### Escritora
| Año  | Título        | Notas                                 |
| ---- | ------------- | ------------------------------------- |
| 2006 | Not Going Out | episodio "Death" (material adicional) |

### Videojuegos
| Año  | Título            | Personaje | Notas                           |
| ---- | ----------------- | --------- | ------------------------------- |
| 1994 | Psychic Detective | Reportera | prestó su voz para el personaje |

### Teatro
| Año         | Obra                     | Personaje     | Director (a)   | Teatro              | Notas                            |
| ----------- | ------------------------ | ------------- | -------------- | ------------------- | -------------------------------- |
| 2005 - 2006 | My Name is Rachel Corrie | Rachel Corrie | Alan Rickman   | Royal Court Theatre | -                                |
| 2005        | This Is How It Goes      | -             | Moises Kaufman | Donmar Theatre      | junto a Ben Chaplin y Idris Elba |
| 2002        | Up for Grabs             | Mindy         | -              | Wyndham's Theatre   | -                                |

## Premios y nominaciones
| Año  | Categoría                              | Premio          | Película  | Resultado |
| ---- | -------------------------------------- | --------------- | --------- | --------- |
| 1999 | Best Breakthrough Performance - Female | OFTA Film Award | EverAfter | Nominada  |